# Чвыков, Александр Михайлович
Алекса́ндр Миха́йлович Чвы́ков (род. 8 ноября 1959) — российский дипломат. Чрезвычайный и полномочный посланник 1 класса (2021).

## Биография
Окончил Московский государственный институт международных отношений (МГИМО) МИД СССР (1986). На дипломатической работе с 1986 года. Владеет арабским и английским языками.
- В 2011—2013 годах — советник-посланник посольства России в Ливане.
- В 2013—2016 годах — главный советник Департамента Ближнего Востока и Северной Африки МИД России.
- С 17 декабря 2015 по 26 октября 2022 года — чрезвычайный и полномочный посол Российской Федерации в Чаде (верительные грамоты вручены 19 апреля 2016 года)[1][2].

## Дипломатический ранг
- Чрезвычайный и полномочный посланник 2 класса (8 июля 2016)[3].
- Чрезвычайный и полномочный посланник 1 класса (9 февраля 2021)[4].